# 林堂站
林堂站（：／ Imdang yeok */?）是大邱地鐵2號線沿線的一座地下車站，位於韓國慶尚北道慶山市中方洞。

## 車站結構
站體為2面2線側式月台的地下車站，候車月台設有月台幕門，並有8處出口。

### 月台配置
| 正坪 ↑   |
| \| 上    |
| ↓ 嶺南大 |

| 月台 | 路線               | 目的地                 |
| ---- | ------------------ | ---------------------- |
| 上行 | ●大邱都市鐵道2號線 | 半月堂、龍山、汶陽方向 |
| 下行 | ●大邱都市鐵道2號線 | 嶺南大方向             |

## 歷史
- 2012年9月19日：開通啟用。

## 車站周邊
- 男妹池
- 男妹公園
- Home plus（朝鲜语：홈플러스）慶山店
- 林堂初等學校
- 慶山游泳場
- 慶山城際客運站（朝鲜语：경산시외버스정류장）

## 圖片

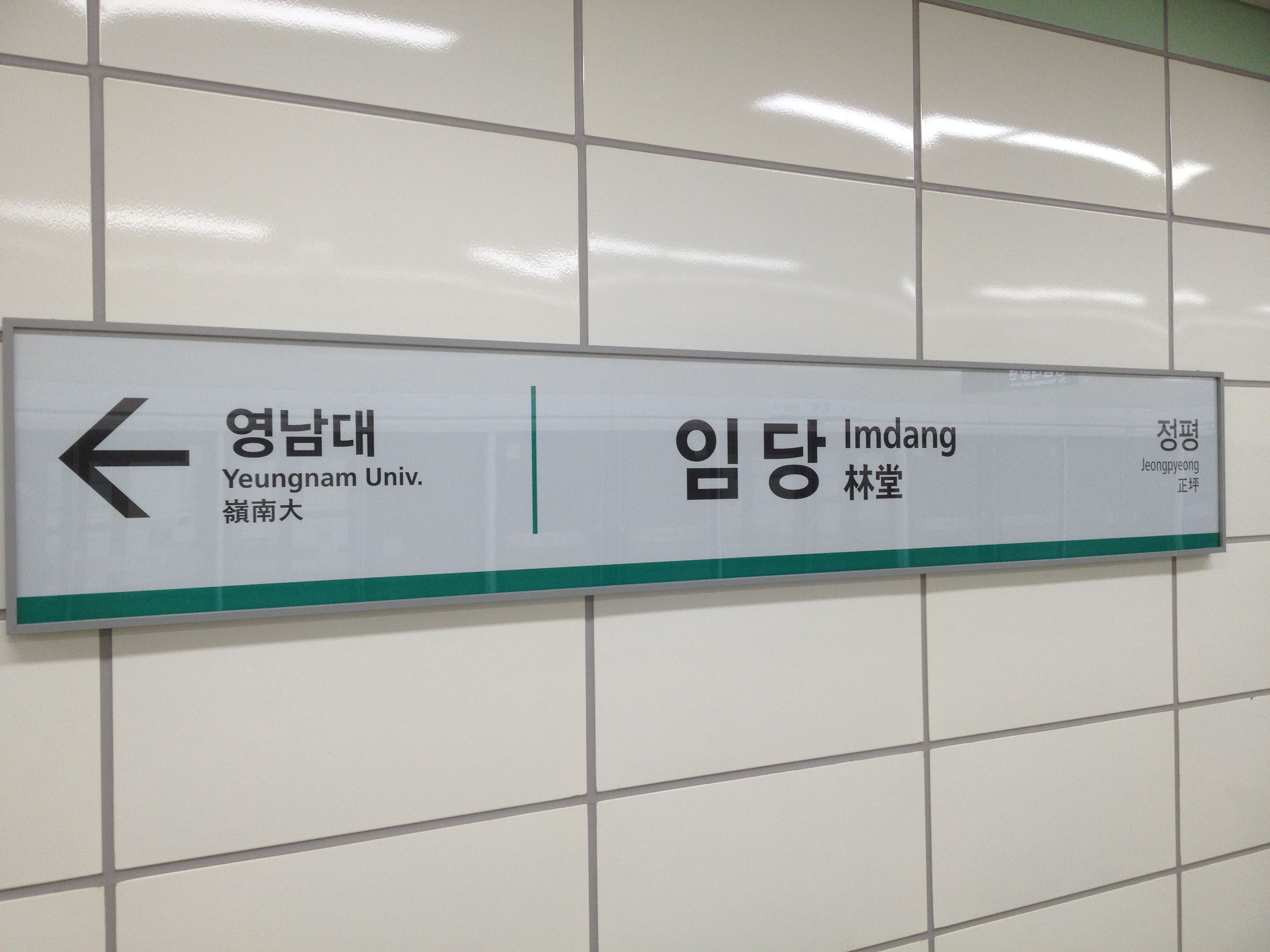
站名牌
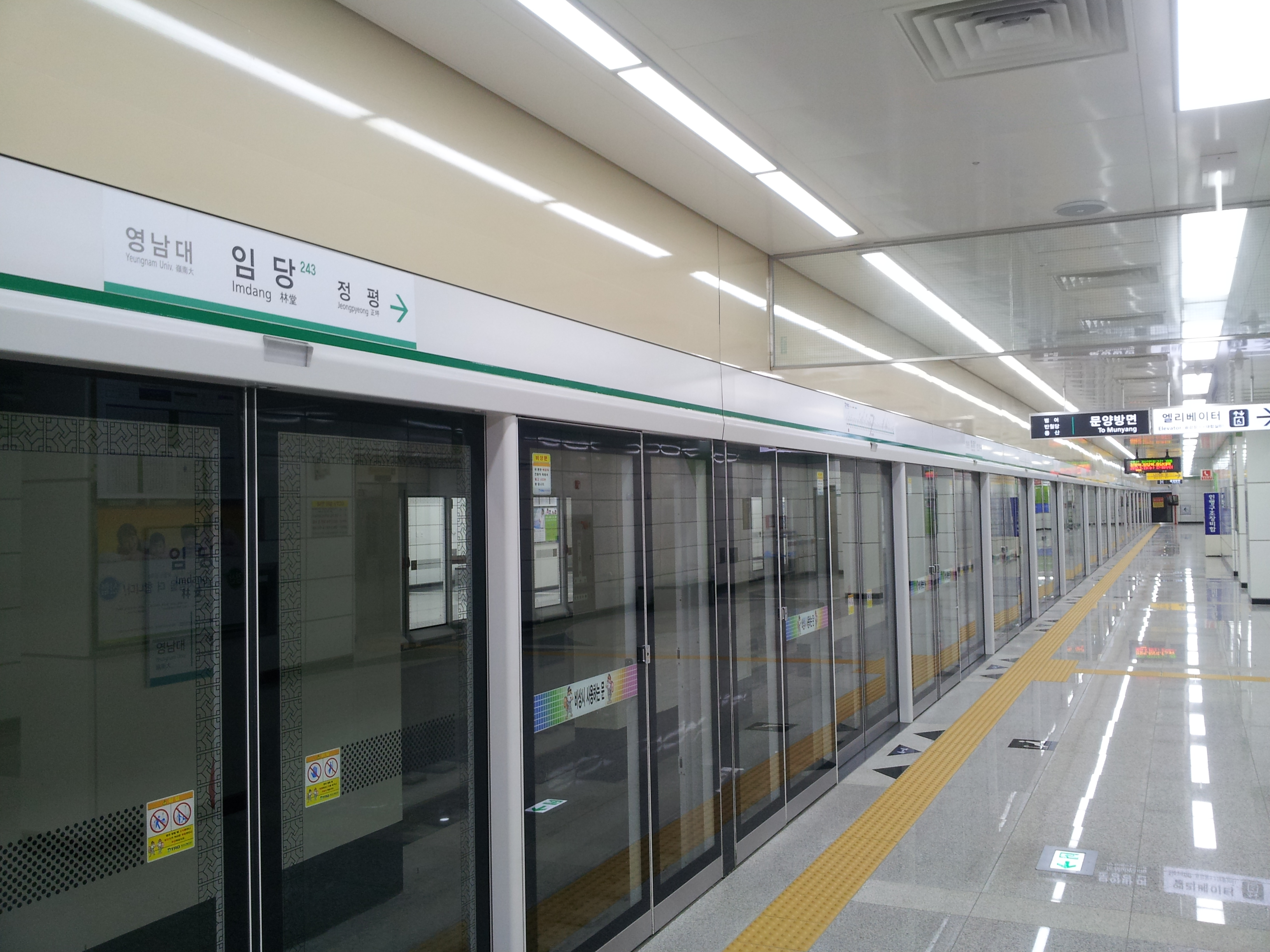
候車月台
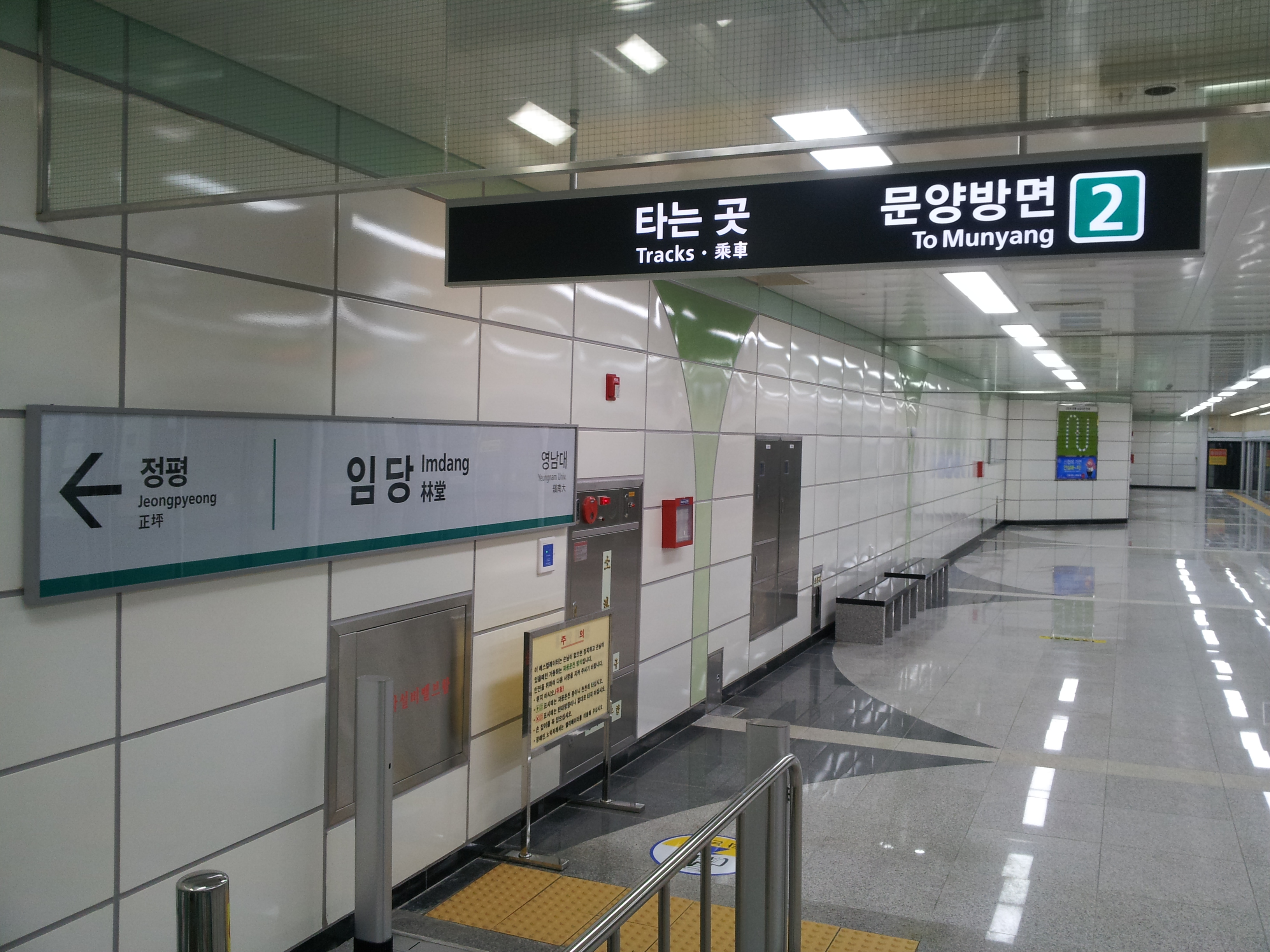
資訊告示

## 相鄰車站
大邱都市鐵道公社
●大邱都市鐵道2號線
正坪（242）－林堂（243）－嶺南大（244）